# Óscar Casas
Óscar Casas Sierra, född 21 september 1998 i Barcelona, är en spansk skådespelare.

## Biografi
Casas föddes den 21 september 1998 i Barcelona. Han gjorde sin tv-debut som skådespelare vid 6 års ålder i serien Abuela de verano, medan han gjorde sin långfilmsdebut vid 8 års ålder och medverkade i 2006 års film 53 días de invierno. På grund av sin likhet med sin äldre bror Mario Casas (också en skådespelare) framförde han ibland yngre versioner av karaktärerna som porträtterades av Mario i hans tidiga karriär som barnskådespelare. Han fick sin första huvudroll i en film med ett framträdande i El sueño de Iván.

## Filmografi

### Film
- 2006 – 53 días de invierno
- 2007 – El orfanato
- 2007 – Ángeles S.A.
- 2008 – Proyecto Dos
- 2008 – No me pidas que te bese porque te besaré
- 2009 – Fuga de cerebros
- 2011 – El sueño de Iván
- 2017 – Proyecto Tiempo: El juego
- 2018 – Til vi falder
- 2019 – Los Rodríguez y el más allá
- 2021 – Granada Nights
- 2021 – Xtremo
- 2022 – Últimas Voluntades

### TV
- Abuela de verano (2005)
- Sin Miedo a Soñar (2006)
- Los Serrano (2006–2007)
- Génesis, en la mente del asesino (2007)
- Cuenta atrás (2007)
- Gominolas (2007)
- Planta 25 (2007–2008)
- Fuera de lugar (2008)
- Serrallonga, la llegenda del bandoler (2008)
- Águila roja (2009–2016)
- El barco (2012)
- Carmina (2012)
- El final del camino (2017)
- Si fueras tú (2017)
- Cuéntame cómo pasó (2018)
- Instinto (2019)
- Siempre bruja (2020)
- Hanna (2020)
- The Liberator (2020)
- Jaguar (2021)